# Kreis Posen-Ost

Der Kreis Posen-Ost

Der Kreis Posen-Ost in der preußischen Provinz Posen bestand von 1887 bis 1919. Das ehemalige Kreisgebiet gehört heute zur polnischen Woiwodschaft Großpolen.

## Größe
Der Kreis Posen-Ost hatte 1887 eine Größe von 655 km², nach den Änderungen im Jahre 1900 dann 664 km².

## Geschichte
Der preußische Kreis Posen-Ost wurde am 1. Oktober 1887 aus der Osthälfte des aufgelösten Kreises Posen gebildet. Sitz des Landratsamtes war die Stadt Posen.
Am 1. April 1896 wurde die Landgemeinde Berdychowo-Piotrowo an den Stadtkreis Posen abgegeben; am 1. April 1900 folgten die Landgemeinden Jersitz, Sankt Lazarus und Wilda. Am gleichen Tag wechselten die Stadt Pudewitz, ihr Polizeidistrikt, die Landgemeinden Paczkowo, Sarbinowo und Sokolniki Gwiazdowskie sowie die Gutsbezirke Gwiazdowo und Puszczykowo aus dem Kreis Schroda in den Kreis Posen-Ost.
Am 27. Dezember 1918 begann in der Provinz Posen der Großpolnische Aufstand der polnischen Bevölkerungsmehrheit gegen die deutsche Herrschaft, und im Januar 1919 war das Gebiet des Kreises Posen-Ost unter polnischer Kontrolle. Am 16. Februar 1919 beendete ein Waffenstillstand die polnisch-deutschen Kämpfe, und am 28. Juni 1919 trat die deutsche Regierung mit der Unterzeichnung des Versailler Vertrags den Kreis Posen-Ost auch offiziell an das neu gegründete Polen ab.

## Einwohnerentwicklung
| Jahr | Einwohner | Quelle |
| ---- | --------- | ------ |
| 1890 | 46.896    |        |
| 1900 | 39.139    | [ 1 ]  |
| 1910 | 49.119    | [ 1 ]  |

Von den Einwohnern des Kreises waren im Jahre 1890 64 % Polen, 35 % Deutsche und 1 % Juden. Die Mehrzahl der deutschen Einwohner verließ nach 1919 das Gebiet.
Einwohnerzahlen der Gemeinden mit mehr als 400 Einwohnern (1910):
| polnischer Name | deutscher Name (1815–1919)            | deutscher Name (1939–1945)                 | Einwohnerzahl (1910) |
| --------------- | ------------------------------------- | ------------------------------------------ | -------------------- |
| Główna          | Glowno Dorf                           | Posen-Oststadt                             | 5298                 |
| Naramowice      | Naramowice                            | Guntershausen                              | 605                  |
| Pobiedziska     | Pudewitz                              | Pudewitz                                   | 3397                 |
| Rataje          | Rataj                                 | Pflugdorf                                  | 993                  |
| Starołęka Mała  | Klein Starolenka 1906–1919 Luisenhain | Luisenhain                                 | 1486                 |
| Starołęka       | Groß Starolenka                       | Luisenhain                                 | 512                  |
| Suchy Las       | Suchylas 1906–1919 Steimersdorf       | Steimersdorf                               | 502                  |
| Swarzędz        | Schwersenz                            | 1939–1943 Schwaningen 1943–1945 Schwersenz | 3316                 |
| Winiary         | Winiary                               | Weinern                                    | 5189                 |
| Żegrze          | Zegrze                                | Bamberg                                    | 1481                 |

## Politik

### Landräte
- 1887–189900Arthur Baarth (1858–1937)
- 1900–191800Paul Steiner

### Wahlen
Der Kreis Posen-Ost gehörte zusammen mit dem Kreis Posen-West und dem Stadtkreis Posen zum Reichstagswahlkreis Posen 1. Der Wahlkreis wurde bei den Reichstagswahlen zwischen 1887 und 1912 von Kandidaten der Polnischen Fraktion gewonnen:
- 188700Stephan Cegielski
- 189000Stephan Cegielski
- 189300Stephan Cegielski
- 189800Stanislaus Motty
- 190300Bernard von Chrzanowski
- 190700Bernard von Chrzanowski
- 191200Stanislaw Nowicki

## Kommunale Gliederung
Zum Kreis Posen-Ost gehörten die Städte Schwersenz und ab 1900 Pudewitz. Die (Stand 1908) 96 Landgemeinden und 47 Gutsbezirke waren zu Polizeidistrikten zusammengefasst.

## Gemeinden
Am Anfang des 20. Jahrhunderts gehörten die folgenden Gemeinden zum Kreis:
| - Altgorka - Babki - Barcinek - Bednary Hauland - Bitterfeld - Bociniec - Bolechowko - Bolechowo - Borowko - Bugai - Chludowo - Chojnica - Czapury - Czerwonak Dorf - Czerwonak Hauland - Daszewice II - Dembogora - Garaszewo - Garby - Geistlich Biskupice - Glembokie Hauland - Glembokie Kolonie - Glinienko - Glinnow - Glowno, Dorf - Glowno, Kolonie | - Gluschin - Gluwno - Golun Hauland - Gortatowo - Groß Starolenka - Gruszczyn - Gura - Gwiazdowo bei Pudewitz - Hammer - Heinrichsfelde - Janikowo - Jankowo - Jasin - Jerzykowo - Jerzyn - Kardorf - Kicin - Klein Starolenka - Kliny - Kobelnitz - Kobylepole - Kocanowo - Kolatta - Kommenderie - Kozieglowy - Krzesinki | - Krzesiny - Lagiewnik - Latalice - Lowencin - Marlewo - Mechowo - Mienkowo - Minikowo - Naramowice - Neudorf Hauland - Neugorka - Nordheim in Posen - Paczkowo - Podarzewo Hauland - Podarzewo - Pomarzanki - Prämnitz - Promno Hauland - Promno - Pruschewitz - Pudewitz, Stadt - Rabowice - Radojewo - Rataj - Sarbinowo - Schwersenz, Stadt | - Schwersenz, Dorf - Skorzencin - Sokolniki gwiadowskie - Splawie - Stenszewko - Strzeszyno - Suchylas - Sypniewo - Tannenhorst - Trzuskotowo - Ulmenhof - Usarzewo - Wagowo - Wenglewo Dorf - Wenglewo Hauland - Winiary - Wiorek - Wojtostwo - Wronczyn Hauland - Zalasewo - Zberkowo - Zegrze - Zelniec |

Bis auf wenige Ausnahmen galten nach 1815 die polnischen Ortsnamen weiter, zu Beginn des 20. Jahrhunderts wurden mehrere Ortsnamen eingedeutscht.